# Liste ungarischer Fernsehserien
Die Liste ungarischer Fernsehserien soll Fernsehserien aus Ungarn zusammenfassen, darunter auch internationale Koproduktionen.

## #
- 0416-os szökevény, A (1970)
- 7-es csatorna (1999)

## A
- A besúgó (2022)[1]
- A négyes pálya (2003)
- Abigél (1978)
- Angyalbőrben (1990)
- Angyali történetek (1999)
- Aranykesztyü lovagjai, Az (1968)
- Arpad le tzigane (1973)
- Az én mozim (1991)
- Állatok nyelvén beszélő juhász, Az (1977)

## B
- Bajor-show (2004)
- Banánhéj, avagy túlélni Bagi-Nacsát (2003)
- Barátok közt (1998)
- Barátom Bonca (1975)
- Benedek Elek meséi (1989)
- Bors (1968)
- Broken Silence (2002)
- Bár (2001)

## C
- Capitaly (2002)
- Claudia (2002)
- Családi album (1999)
- Családi kör (1999)
- Csattanó (2000)
- Csiszár.hu (2000)
- Csupafül (1967–1970)
- Csíííz (1998)

## D
- Desszert (1996)
- Duett (2001)
- Dörmögőék kalandjai (1988–1999)

## E
- Egy óra múlva itt vagyok (1971)
- Első generáció (2001)
- Emberi kaland, Az (2001)
- Esti showder (1999)
- Égből pottyant mesék (????)
- Éjszakai szolgálat (2002)
- Életképek (2004)
- Én, Prenn Ferenc (1969)
- Én, Strasznov Ignác, a szélhámos (1966)
- Éretlenek (1995)
- Év Hangja, Az (2000)
- Évasions célèbres, Les (1972)

## F
- Fábry-Show (1997)
- Fabulák (1988–1989)
- Familia Kft. (1991)
- Fele királyságom (1990)
- Folytassa, Claudia! (2003)
- Fort Boyard - Az Erőd (2000)
- Frakk, a macskák réme (1972)
- Friderikusz: Az én mozim folytatódik (2000)
- Futrinka utca (1979)
- Fürkész történetei (1983)

## G
- Gabi és Dorka (1969)
- Glóbusz (1993)
- Gyalogbéka (1985–1986)

## H
- Hello Doki (1996)
- Heti Hetes (1999)
- Histoire du chevalier Des Grieux et de Manon Lescaut (1978)
- Hotel Szekszárdi (2002)
- Hubulák, A (????)

## J
- Játszma, A (1982)
- Jóban rosszban (2005)
- Jómodor@huú (2004)

## K
- Kakasdi mesék (????)
- Karancsfalvi szökevények (1976)
- Kisváros (1993)
- Kockásfülü nyúl, A (1978)
- Komédiások (2000)
- Krisztofóró (1993)
- Kukori és Kotkoda (1971)
- Kántor (1976)
- Kávéház (2001)
- Kémeri (1985)
- Kérem a következöt! (1974–1986)
- Kérnék egy kocsit (2000)
- Kész Átverés Show (1999)
- Késő este Hajós Andrással (2004)
- Különös házasság (1984)

## L
- Legkisebb ugrifüles, A (1976–1977)
- Legyen ön is milliomos! (2000)
- Lehetetlen? (1995)
- Leó és Fred (1984)
- Lili (2003)
- Limonádé (2002)
- Linda mesél (1989)
- Linda (1984)
- Linda (2002)
- Liszt Ferenc (1982)
- Little Hockey, A (1988)

## M
- Macius (2002)
- Magyarország ma (????)
- Magyarország Á... szemével (1970)
- Magánszám - Üljön le Hajós Andrással! (2003)
- Majomparádé (????)
- Marci és a kapitány (1977)
- Mathias Sandorf (1979)
- Megtörtént bünügyek (1974)
- Meister Eder und sein Pumuckl (1982)
- Mekk Elek, az ezermester (1974–1975)
- Mesék Mátyás királyról (1981)
- Mi újság a Futrinka utcában? (1962)
- Mikrobi (1975)
- Mint oldott kéve (1983)
- Mirr-Murr kandúr kalandjai (1973–1975)
- Mr. Bean (2002)
- Mézga család különös kalandjai, A (1974)

## N
- Na wseki kilometar (1969–1972)
- Nagy ho-ho-horgász, A (1984–1990)
- Napoléon (2002)
- Nekem ne lenne hazám? (1988)
- Nyolc évszak (1987)
- Nyúlék (2002)

## O
- Osztálytalálkozó (1999)
- Ólombetűs vallomások (1969)
- Öreg bánya titka, Az (1973)
- Öreg bánya, Az (1972)
- Öregberény (1994)
- Őrjárat az égen (1970)
- Öt zsaru, Az (1998)
- Ötszemközt (1972)
- Özvegy és leánya (1983)

## P
- Pasik! (2000)
- Patika (1995)
- Pityke (1980)
- Pocok, az ördögmotoros (1973)
- Pom Pom meséi (1980–1982)
- Porn Academy (2004)
- Princ, a katona (1966)
- Privát kopó (1993)
- Púder (1994)

## R
- Rajongó (2000)
- Receptklub (1998)
- Reggeli (1999)
- Rendőrsztori (2001)
- Robog az úthenger (1977)
- Régimódi történet (2005)
- Rózsa Sándor (1979)
- Rögtön jövők (1999)

## S
- Sebaj Tóbiás (1984–1988)
- Showbálvány (2000)
- Soldaty svobody (1977)
- Survivor - A sziget (2003)
- Szekrénymesék (1987)
- Szentföldi szent helyek üzenete (1999)
- Szerencsekerék (1993)
- Szerencsi, fel! (2004)
- Szeress most! (2003)
- Szeret, nem szeret (2002)
- Szimat Szörény, a szupereb (1989)
- Szobortemető (1975) (mini)
- Szomszédok (1987)
- SztárVár (2005)
- Szálka hal nélkül (1984)
- Szép maszkok (1974)
- Szórád-ház, A (1997)
- Série noire (1984)
- Süni és barátai (1995)
- Süsü, a sárkány kalandjai (1976)
- Süsüke, a sárkánygyerek (2001)

## T
- Tea (2002)
- Teleshop (1991)
- Tenger, A (1982)
- Tenkes kapitánya, A (1963)
- Tiszta Hollywood (1999)
- Titanic (2012)
- Trendhagyó (2003)
- Treno per Istambul, Il (1980)
- Trombi és a Tűzmanó (1987)
- Trésor des Templiers, Le (1992)
- TV a város szélén (1998)
- Töf-töf elefánt (1991–1994)
- Tüskevár (1967) (mini)

## U
- Utánam, srácok! (1975)
- Új Gálvölgyi-show (1991)
- Űrgammák (1995–1998)

## V
- Valahonnan valahová (1992)
- Vastyúk is talál szeget (1991)
- Világsztárok Friderikusszal (2001)
- Vivát, Benyovszky! (1975)
- Vizipók-Csodapók (1978–1988)
- Vízivárosi nyár (1964)

## W
- Wagner (1983)
- Walaki (1990)

## Z
- Zokogó majom (1978)
- Zsarumeló (1986)